# Randy (Band)
Randy ist eine schwedische Punkband, gegründet 1992 in Piteå. Ihre Alben erscheinen seit 1998 auf Burning Heart Records. Im April 2007 gab die Band ihre Trennung von Burning Heart bekannt.
Seit 2006 war die Band nahezu von der Bildfläche verschwunden, bis sie im Sommer 2013 überraschend einen exklusiven Festivalauftritt auf dem Roeds-Rock Festival in Deutschland, sowie ein Konzert in Kanada verkündeten.

## Stil
Randys Stil wandelte sich im Laufe der Jahre. Waren zu Beginn noch Ska- und Hardcoreeinflüsse deutlich hörbar, wurden die Songs später zunehmend poppiger. Die Texte der Band bezogen schon immer eine deutlich linke politische Position mit positiven Bezügen auf Marxismus (Karl Marx and History) und den spanischen Bürgerkrieg. Die Lieder handeln von Unterdrückung durch Kapitalismus, Rassismus und Sexismus, wobei immer eine positive Grundstimmung der möglichen Veränderung der Verhältnisse (they fear us) mitschwingt. Ganz frei nach Emma Goldman (Wenn ich nicht tanzen kann, ist es nicht meine Revolution) wird aber auch das Leben und Feiern neben der uns aufzehrenden Arbeit besungen (Working class radio). Weitere Themen bilden Vegetarismus und Umweltschutz.

## Sonstiges
Sänger Stefan Granberg war auch an Dennis Lyxzéns Projekt The Lost Patrol beteiligt.

## Diskografie

### Alben
- 1993: No Carrots For The Rehabilitated
- 1994: Ska EP
- 1994: There’s No Way We’re Gonna Fit In
- 1996: The Rest Is Silence
- 1998: You Can’t Keep A Good Band Down
- 2001: The Human Atom Bombs
- 2003: Welfare Problems
- 2005: Randy The Band

### Sonstige
- 1995: Education For Unemployment
- 1996: At Any Cost EP
- 2000: I Don’t Need Love EP
- 2000: Cheater EP
- 2000: The Heebie Jeebies EP
- 2000: Fat Wreck 7"